# Titularbistum Amyclae
Amyclae ist ein Titularbistum der römisch-katholischen Kirche.
Der historische Bischofssitz ist nicht in der antiken Stadt Amyklai (griechisch Ἀμύκλαι) nahe Sparta, sondern in Tegea, das im Mittelalter Amyklion bzw. Nikli genannt wurde.
| Titularbischöfe von Amyclae (hist.) |                                                         |                                                    |                    |                   |
| Nr.                                 | Name                                                    | Amt                                                | von                | bis               |
| 1                                   | Scipione Rebiba                                         | Weihbischof in Chieti (Italien)                    | 16. März 1541      | 12. Oktober 1551  |
| 2                                   | Franz Christoph Rinck von Baldenstein                   | Weihbischof in Eichstätt (Deutschland)             | 15. Mai 1684       | 6. Mai 1707       |
| 3                                   | Johann Kasimir Röls                                     | Weihbischof in Augsburg (Deutschland)              | 12. März 1708      | 8. Februar 1715   |
| 4                                   | Joseph Anton Reichsfreiherr von Delmestri von Schönberg | Koadjutorbischof von Triest (Italien)              | 11. Mai 1718       | 23. April 1720    |
| 5                                   | Johann Ferdinand Joseph Freiherr von Boedigkeim         | Weihbischof in Freising (Deutschland)              | 20. November 1730  | 28. April 1756    |
| 6                                   | Emmanuel Ernst Reichsgraf von Waldstein                 | Weihbischof in Prag (Tschechien)                   | 23. Mai 1756       | 19. Juli 1759     |
| 7                                   | Albert-Simon d’Aigneville de Millancourt                | Weihbischof in Cambrai (Frankreich)                | 22. September 1760 | 26. Oktober 1793  |
| 8                                   | Jean-Baptist-Marie-Anne-Antoine de Latil                |                                                    | 8. März 1816       | 8. August 1817    |
| 9                                   | Thomas Weld                                             | Koadjutorbischof von Kingston (Ontario, Kanada)    | 23. Mai 1826       | 13. März 1830     |
| 10                                  | William Weathers                                        | Weihbischof in Westminster (Großbritannien)        | 27. September 1872 | 4. Mai 1894       |
| 11                                  | Patrick Foley                                           | Koadjutorbischof von Kildare und Leighlin (Irland) | 18. März 1896      | 19. Dezember 1897 |
| 12                                  | Patrick Fenton                                          | Weihbischof in Westminster (Großbritannien)        | 16. April 1904     | 22. August 1918   |
| 13                                  | Franciscus Hubertus Schraven, C.M.                      | Apostolischer Vikar von Chengting (Republik China) | 16. Dezember 1920  | 10. Oktober 1937  |